# معقد التوافق النسيجي الكبير الفئة الثانية
جزيئات معقد التوافق النسيجي الكبير من الفئة الثانية (بالإنجليزية MHC class II) هي أحد قسمين رئيسيين من جزيئات معقد التوافق النسيجي الكبير (MHC) توجد عادة فقط على الخلايا المقدمة للمستضد المتخصصة (المحترفة) مثل الخلايا التغصنية، الخلايا البلعمية الكبيرة، بعض الخلايا البطانية، الخلايا الشبكية الطلائية في الغدة الزعترية، والخلايا البائية. هذه الخلايا تلعب دورًا هامًا في بدء الاستجابة المناعية.
المستضدات المقدمة بواسطة ببتيدات الفئة الثانية تُشتق من بروتينات خارج الخلية (وليست بروتينات سيتوبلازمية كما في الفئة الأولى من معقد التوافق النسيجي الكبير).
يتم تحميل جزيء معقد التوافق النسيجي الكبير من الفئة الثانية عن طريق عملية البلعمة؛ حيث يم امتصاص البروتينات الخارجية عن طريق عملية الالتقام الخلوي، وتهضم في الجسيمات الحالة، ثم تُحمل شظايا الببتيد الحاتمة (أي الجزء السطحي للمُسْتَضِدّ) على جزيئات معقد التوافق النسيجي الكبير من الفئة الثانية قبل انتقالها إلى سطح الخلية.
في الإنسان، يتم ترميز معقد التوافق النسيجي الكبير من الفئة الثانية بواسطة مستضد الكريات البيضاء البشرية (HLA).
يمكن أن تؤدي الطفرات في مركب جينات مستضد الكريات البيضاء البشرية (HLA) إلى متلازمة الخلايا اللمفاوية العارية (BLS)، والتي تمثل نوعًا من نقص معقد التوافق النسيجي الكبير من الفئة الثانية.

## البنية
مثل جزيئات معقد التوافق النسيجي الكبير من الفئة الأولى، تكون جزيئات الفئة الثانية أيضًا غير متماثلة، ولكن في هذه الحالة تتكون من سلسلتين متجانستين، سلسلة ألفا α وسلسلة بيتا β، وكلاهما مشفر في معقد التوافق النسيجي الكبير (MHC). تشير التسمية الفرعية α1، α2، إلخ، إلى نطاقات منفصلة داخل جين مستضد الكريات البيضاء البشرية HLA؛ يتم عادةً ترميز كل نطاق بواسطة إكسون مختلف داخل الجين، وبعض الجينات تحتوي على نطاقات إضافية ترمز لتسلسلات القائد (وهي تسلسلات قصيرة من الأحماض الأمينية توجه البروتين إلى موقعه الصحيح في الخلية)، والتسلسلات عبر الغشائية، وما إلى ذلك. تحتوي هذه الجزيئات على مناطق خارج الخلية بالإضافة إلى تسلسل عبر الغشاء وذيل سيتوبلازمي (الذيل السيتوبلازمي هو الجزء من البروتين الذي يمتد داخل الخلية ويتفاعل مع السيتوبلازم، السائل الداخلي للخلية. دوره يكمن في توجيه البروتين داخل الخلية أو التفاعل مع الأجزاء الأخرى في السيتوبلازم). تتجمع مناطق α1 و β1 من السلاسل معًا لتكوين منطقة يُسمى مجال ربط الببتيد، وهي المنطقة التي تربط الببتيد (أو المستضد) بعيدًا عن سطح الخلية. وفي الوقت نفسه، تتجمع مناطق α2 و β2، وهي الأجزاء المتبقية من السلاسل خارج الخلية، لتشكيل منطقة تشبه الجلوبولين المناعي، وتكون هذه المنطقة قريبة من سطح الخلية. يتم تشكيل أخدود ربط المستضد، حيث يتم ربط المستضد أو الببتيد، من خلال جدران ألفا الحلزونية وصفيحة بيتا. يعمل هذا الأخدود على استقبال الببتيدات الخارجية أو المستضدات وتقديمها للخلايا المناعية لتحفيز الاستجابة المناعية. نظرًا لأن أخدود ربط المستضد في جزيئات معقد التوافق النسيجي الكبير من الفئة الثانية مفتوح من كلا الطرفين بينما الأخدود المقابل في جزيئات الفئة الأولى مغلق عند كل طرف، فإن المستضدات المقدمة بواسطة جزيئات الفئة الثانية تكون أطول، وعادةً ما تتراوح بين 15 و 24 حمضًا أمينيًا.

## التعبير الجيني
تعبير معقد التوافق النسيجي الكبير الفئة الثانية يتم بشكل أساسي في الخلايا المقدمة للمستضد المتخصصة (المحترفة)، مثل مثل الخلايا التغصنية، الخلايا البلعمية الكبيرة وبعض الخلايا الشبكية الطلائية. لكن يمكن أيضًا أن يتم تحفيز تعبير معقد التوافق النسيجي الكبير الفئة الثانية على خلايا أخرى في جسم الإنسان عن طريق عدة عوامل، أحدها إنترفيرون غاما، وهو نوع من البروتينات المُنتجة في الجسم خلال الاستجابة المناعية للعدوى أو التهاب.
فإنَّ تعبير معقد التوافق النسيجي الكبير الفئة الثانية يتم تنظيمه بشكل دقيق في الخلايا المقدمة للمستضد من خلال جزيء يُعرف باسم المُنشّط الناقل لمعقد التوافق النسيجي الكبير من الفئة الثانية CIITA، الذي يلعب دورًا أساسيًا في تنشيط تعبير معقد التوافق النسيجي الكبير الفئة الثانية. يتم تعبير المُنشّط الناقل لمعقد التوافق النسيجي الكبير من الفئة الثانية CIITA بشكل حصري في الخلايا المقدمة للمستضد المتخصصة (المحترفة)، ومع ذلك، يمكن للخلايا غير المتخصصة أيضًا التأثير على نشاط المُنشّط الناقل لمعقد التوافق النسيجي الكبير من الفئة الثانية CIITA وتعبير معقد التوافق النسيجي الكبير الفئة الثانية.
الانترفيرون غاما يُعتبر عاملا مهمًا في تنظيم تعبير معقد التوافق النسيجي الكبير الفئة الثانية، حيث يُحفِّز تعبير المُنشّط الناقل لمعقد التوافق النسيجي الكبير من الفئة الثانية CIITA، الذي يقوم بتنشيط تعبير معقد التوافق النسيجي الكبير الفئة الثانية. كما أنه يُساهم في تحويل الخلايا التي في الأصل لا تعبر عن معقد التوافق النسيجي الكبير الفئة الثانية، مثل االخلية الوحيدة (إحدى أنواع الكريات البيضاء أو خلايا الدم البيضاء)، إلى خلايا مقدمة للمستضد متخصصة وظيفيًا تعبر عن معقد التوافق النسيجي الكبير الفئة الثانية على سطحها.
بالإضافة إلى ذلك، يُعرف أيضًا أن معقد التوافق النسيجي الكبير الفئة الثانية تعبّر عنها في خلايا المجموعة الثالثة من الخلايا اللمفاوية الفطرية، التي تلعب أيضًا دورًا في استجابات الجهاز المناعي.

## الأهمية
يعتبر وجود جزيئات معقد التوافق النسيجي الكبير الفئة الثانية التي تقدم ببتيدات مناسبة ومرتبطة بشكل مستقر أمرًا أساسيًا لوظيفة الجهاز المناعي بشكل عام. نظرًا لأن معقد التوافق النسيجي الكبير الفئة الثانية تُحمَّل بالبروتينات خارج الخلية، فإنها تعنى أساسًا بعرض المسببات للمرض الخارجية (على سبيل المثال، البكتيريا التي قد تصيب جرحًا أو الدم). تتفاعل جزيئات معقد التوافق النسيجي الكبير الفئة الثانية أساسًا مع الخلايا المناعية، مثل خلية تي المساعدة اللمفاوية (كتلة التمايز 4). الببتيد المُقدَّم يُنظّم كيفية استجابة خلايا تي المساعدة للعدوى. الربط المستقر للببتيد أمر أساسي لمنع فصله وتحلله، والذي يمكن أن يحدث دون تثبيته بشكل آمن على جزيئة معقد التوافق النسيجي الكبير MHC. هذا سيمنع التعرف على مولد الضد من قبل خلية تي المساعدة، واستدعائها، والاستجابة المناعية السليمة. قد تتضمن الاستجابة المناعية المناسبة التي يتم تحفيزها التهابًا موضعيا وتورمًا بسبب استدعائهاالخلايا البلعمية، أو قد تؤدي إلى استجابة مناعية بالأجسام المضادة بكامل قوتها بسبب تنشيط الخلايا البائية.

## متلازمة اللمفاويات العارية
نوع واحد من نقص جزيئات معقد التوافق النسيجي الكبير من الفئة الثانية، والمعروف أيضًا باسم متلازمة اللمفاويات العارية، ينجم عن طفرات في الجينات التي تُشفر عوامل النسخ التي تنظم تعبير جينات معقد التوافق النسيجي الكبير من الفئة الثانية. يُؤدي هذا النقص إلى نقص في خلايا تي المساعدة اللمفاوية (كتلة التمايز 4) وبعض أنواع الغلُوبولين المَناعِيّ، على الرغم من وجود مستويات طبيعية من خلايا كتلة التمايز 8 والخلايا البائية. تعتبر جزيئات معقد التوافق النسيجي الكبير من الفئة الثانية التي تعاني من النقص غير قادرة على تقديم المستضدات للخلايا T بشكل صحيح وتنشيطها بالشكل المناسب. وبالتالي، تصبح الخلايا التائية غير قادرة على التكاثر وإفراز سيتوكينالسيتوكينات التي تسهم عادة في الاستجابة المناعية. وليس هذا وحسب، بل تؤثر الجزيئات الناقصة من معقد التوافق النسيجي الكبير من الفئة الثانية أيضًا على سلسلة استجابة المناعة بأسرها، والتي تشمل الخلايا البائية. وبالتالي، مع النقص في عدد الخلايا التائية، لا تتمكن هذه الخلايا من التفاعل وتنشيط الخلايا البائية كالمعتاد. عندما يتم تنشيط الخلايا البائية عادة، تنقسم وتتكاثر وتتم تمايزها، بما في ذلك تمايز بعض هذه الخلايا إلى خلايا بلازما التي تقوم بإنتاج الأجسام المضادة. ولكن عندما يكون هناك نقص في جزيئات معقد التوافق النسيجي الكبير من الفئة الثانية، فإن الخلايا البائية لا يتم تنشيطها ولا يمكن أن تتمايز إلى خلايا بلازما، مما يؤدي إلى نقصها في الأجسام المضادة التي لا تعمل كما هو متوقع. وحتى الآن، العلاج الوحيد المعروف هو زراعة نخاع العظم. ومع ذلك، حتى هذا العلاج لا يشفي المرض، ومعظم المرضى لا يعيشون بعد سن العاشرة.

## اقرأ أيضا
- معقد التوافق النسيجي الكبير
- معقد التوافق النسيجي الكبير القسم 1
- متلازمة اللمفاويات العارية